# Paya Undan
Paya Undan is een bestuurslaag in het regentschap Nagan Raya van de provincie Atjeh, Indonesië. Volgens de volkstelling van 2010 heeft Paya Undan een bevolking van 502 inwoners.